# Romaria
Romaria è un comune del Brasile nello Stato del Minas Gerais, parte della mesoregione del Triângulo Mineiro e Alto Paranaíba e della microregione di Patrocínio.
Dista circa 480 km dalla capitale Belo Horizonte.

## Società

### Tradizioni e folclore
Romaria è conosciuta per la tradizionale festa di Nossa Senhora da Abadia, celebrata durante il mese di agosto, periodo in cui il paese si riempie di turisti e semplici visitatori.
La festa si protrae dal 6 al 15 agosto, riempiendo la cittadina di bancarelle e di container per ospitare i turisti.